# 기황후 (드라마)
《기황후》(奇皇后)는 2013년 10월 28일부터 2014년 4월 29일까지 방영된 문화방송의 월화드라마이다.

## 등장 인물

### 주인공
- 하지원 : 기승냥 역 (아역 정지소) - 고려출신 원나라 황후. 어린시절, 공녀로 끌려가지 않기 위해 남장을 하며 살아왔다. 자신의 어머니를 죽게 한 친원파 거두 왕고에게 복수하기 위해 신분을 숨기고 그의 수하에 들어 있던 중, 악소배 두령으로 방탕을 일삼던 고려왕과 만나게 된다. 이후, 고려왕의 밀명을 받아 대청도에 유배를 오게 된 원나라 황태제를 감시하던 중 고려를 위해하려는 원나라의 음모에 휘말리게 되고.. 우여곡절 끝에 황태제(타환)를 구하고 살아나오지만 여자임이 밝혀지며 공녀로 원나라에 끌려간다. 대청도 시절, 승냥이는 타환에게 연민을 지니고 있었다. 그러나 타환의 배신으로 아버지까지 죽게 되자 복수를 다짐한다. 황실 무수리가 되어 호시탐탐 타환의 목숨을 노리던 중에 원나라 황후인 타나실리의 계락에 휘말리며 고려 출신 궁녀들의 죽음을 목격한다. 구사일생으로 목숨을 건진 그녀는 자신에게 닥친 운명과 정면으로 맞서 싸우기로 마음먹는데...

### 원 제국

#### 황실
- 지창욱 : 타환 역 - 원나라 황제. 명종황제의 장남으로 태어났지만 권신들의 득세 속에서 황위를 동생에게 빼앗기고 고려의 대청도로 유배를 떠난다. 황태제의 신분이지만, 의문사한 아버지처럼 언제 죽을지 몰라 스스로 몸을 낮추고 멍청이를 자처하고 있었다. 그러나 그의 내면에는 뜨거운 분노와 슬픔이 있었다. 대청도에서 사사건건 자신을 감시하는 승냥이에게 묘한 우정을 느낀다. 승냥의 도움으로 목숨을 건졌지만 자신이 살기위해 거짓말을 하게 되고.. 결국 원나라로 돌아가 황제의 지위에 오르게 되지만 마음 한 구석에 있는 승냥에 대한 미안함에 괴로워한다. 승냥이 공녀로 황궁에 끌려와 있다는 사실을 알게되고는 그녀와의 우정은 사랑의 감정으로 발전하게 되는데... 훗날 승냥의 도움으로 황제의 위용을 찾아가며 자신을 억압하는 권신들과 맞서 싸우게 된다.

- 고진명 : 명종 역 - 타환의 아버지. 연철한테 독살당한다.

- 정재민 : 이린질반 역 - 타환의 동생. 명종황제의 차남. 연철에 의해 유배간 타환 대신 황제가 되지만 얼마 안되어 병으로 죽는다.

- 김서형 : 황태후 역 - 타환의 숙모. 몽골의 명문, 옹기라트 가문 출신으로 문종황제의 정실황후다. 연철일가의 권력과 반대 속에서도 유배된 타환을 불러다가 황제의 자리에 앉혔고, 계속하여 타환을 감싸며 보호했다. 그 때문에 타환은 그녀의 말이라면 쉽게 거역하지 못한다. 황궁 내에 여러번 권력이 바뀌는 동안에도 황태후의 입지는 늘 변함이 없었다. 그만큼 그녀는 고요한 가운데 움직였고, 움직이는 가운데에도 동요가 없는 정치적인 고수였다.

- 백진희 : 타나실리 역 - 연철의 딸, 타환의 정실황후. 원나라 최고의 명문가 딸로, 뛰어난 미색이나 시기와 질투가 대단하다. 아버지 때문에 타환과 정략 결혼을 하게 되지만, 타환을 사랑하지는 않는다. 그러면서도 타환이 자신을 사랑하지 않는다는 사실에 참을 수 없는 수치심을 느낀다. 정실 황후로서, 원자를 생산해내야겠다는 강한 일념을 가지고 있다. 후궁 박씨의 회임소식에 특유의 시기질투로 모략을 꾸민다. 결국, 박씨와 그녀를 따르는 측근 궁녀들까지 모두 죽이는데...

- 임주은 : 바얀 후투그 역 - 백안장군의 조카. 후궁전의 평화를 지키키 위해 기승냥한테 모든 것을 양보하고 조용히 살지만, 속으로는 야심을 품고 있다.

- 김진우 : 아유시리다라 역 (아역 이시우) - 타환과 승냥의 아들. 마하의 실체가 밝혀져 황태자 작위를 넘겨받는다.

- 박하나 : 우희 역 - 타환의 후궁
- 한혜린 : 박씨 역 - 황태후의 간택을 받아 타환의 후궁으로 들어간 기구한 고려 여인.
- 전세현 : 오씨 역 - 황태후의 간택을 받아 타환의 후궁으로 들어간 기구한 고려 여인.
- 최현 : 발라첩목아 역 - 원나라 태공왕. 승냥의 황후 책봉 소식을 듣고 타환에게 배신감을 느낀 황태후 일파에 의해 황제로 옹립될뻔 한다.

#### 무관
- 전국환 : 연철 역 - 원나라의 최대 권신. 명종을 암살한 주범. 명종이 죽었으니 당연히 장남인 타환이 황위를 계승해야 했지만 타환에게 대권을 물려주기는 싫었다. 타환을 고려에 유배 보내고, 대신 그의 동생을 황제로 앉히며 무소불위의 권력을 휘두른다. 자신을 위협하는 정적은 수단과 방법을 가리지 않고 제거한다. 고려왕에 대해서도 경계를 한다. 어릴 적부터 전장에 참전하여 많은 정복전을 벌였던 연철이지만 고려만큼 강력한 저항을 했던 나라는 없었다. 그가 경계하는 것은 바로 그런 기질의 고려였다.

- 김정현 : 당기세 역 - 연철의 장남. 성정이 포악하고 다혈질이다. 황제 앞에서 칼을 차고 거들먹거릴 정도로 타환을 업신여긴다. 맘에 들지 않으면 늙은 대신들에게 매질도 서슴지 않을 정도로 무례하다. 타나실리의 고자질에 분기탱천하여 승냥을 잡아 죽이겠다며 액정궁에 군사들을 이끌고 갔다가 독만이 이끄는 환관들과 칼을 맞댄 적도 있다. 연철의 심복인 백안 장군에게 라이벌 의식을 지니고 있어 핍박하고 괴롭히며 자신의 우월감을 내보이려 한다.

- 차도진 : 탑자해 역 - 연철의 차남. 휘정원사. 황태후(순제의 숙모)의 재정기구인 휘정원을 담당하고 있다. 돈과 여자를 밝히며 특히 고려 여인들을 닥치는 대로 취하여 악명이 높다. 형 당기세가 황제가 되어야 한다고 굳게 믿고 있으며 훗날의 모반을 위해 휘정원을 관리하면서 많은 정치자금을 모으는 중이다. 아버지와 형을 믿고 고려 출신 환관궁녀들에게 갖은 악행을 서슴지 않는다. 다소 망나니 같은 희극적인 캐릭터다.

- 성민수 : 방진 역 - 원나라 추밀사. 연철과 오랫동안 정복전쟁을 함께한 충복이다. 권력욕이 많아 연철이 쓰러진 틈을 타 원 조정 1인자 자리를 차지하려고 반란을 일으킨다.

- 정병호 : 주국청 역 - 원나라 차미정사. 머리가 비상하고 언변이 좋아 연철의 신임을 얻었다. 방진과 같이 권력욕이 많은 사람이다.

- 서범식 : 원진 역 - 대도 도성수비대 군관.

- 지성환

- 김영호 : 백안 역 - 원나라 태사우승상(太師右丞相). 몽고초원의 명문인 메르키트 가문 출신으로, 열렬한 몽골민족 지상주의자다. 몽골의 옛 영화를 되찾고자 하는 원대한 꿈을 꾸며 연철을 주인으로 삼고 충성을 하지만, 개인적 영달만을 쫓는 연철에게 많은 실망을 한다. 또한 당기세와 사사건건 갈등을 빚자 강한 불만을 갖게 된다. 백안은 고려왕과 손을 잡고 연철 일가를 역모로 몰아 멸족시켜 버린다. 승냥이와 백안은 동지가 되는 듯 했으나 타환이 승냥이를 제 1황후에 올리려 하자 백안이 반대를 하고 나서며 동지에서 적으로 마주선다.

- 진이한 : 탈탈 역 - 백안의 조카. 승상. 일찍부터 한문학을 공부했고, 문인들과의 교류가 잦았다. 백안은 조카의 뛰어난 학문적 소양과 지혜를 귀하게 여겨 최측근에 두고 책사로 삼았다. 연철을 몰아낼 때도 특유의 명석함으로 백안을 도와 혁혁한 공을 세운다. 백안이 실권을 장악하고 승냥이와 대립할 때도 탈탈은 뛰어난 계략으로 승냥이를 위기에 빠뜨린다. 곱상한 외모에 신중하고 집요한 성격이나 선비 기질 뒤에 서슬 퍼런 단호함과 대담함을 지니고 있다.

#### 원 제국 행성 주
- 차광수 : 오광 역 - 원나라 운남행성주. 고려 출신이며, 재인오씨의 아버지이다.

- 이계영 : 부사기 역 - 원나라 영북행성주.

- 장순국 : 설도간 역 - 원나라 사천행성주.

- 박통일 : 적공 역 - 원나라 섬서행성주.

- 한창호 : 주가소 역 - 원나라 강서행성주.

- 유병준 : 이귀숙 역 - 원나라 강절행성주.

- 나기수 : 행성주 역 - 원나라 감숙행성주.

#### 환관 및 상궁들
- 송경철 : 막생 → 적호 역 - 고려 출신이다. 명종황제와 문종황제, 이린질반의 환관. 이후 고려 촌 촌장이 된다.

- 신승환 : 꾀보 역 - 여몽전쟁 때 원나라에 간 고려인들 중 한명의 후손. 타환 대신 죽는다.

- 이원종 : 독만 역 - 액정궁 총 책임자. 궁녀들의 감옥으로 불리며 악명이 높은 액정궁을 책임지는 태감자리에 있다. 액정궁에 소속된 수백 명의 궁녀들은 모두 황제의 소유다. 그곳에서 일어나는 크고 작은 사건들을 해결하는 독만의 모습은 피도 눈물도 없는 저승사자와도 같다. 승냥이가 진정으로 고려인들의 한을 풀어줄 여걸임을 알게 된 이후부터는 모든 것을 다 바쳐 승냥이를 보필한다.

- 최무성 : 박불화 역 - 고려출신 환관. 승냥이를 도와 숱한 정적들을 없애며 원나라 권력의 핵심으로 부상한다. 특히 최고의 군사조직인 추밀원의 수장, 동지추밀원사(同知樞密院使)에 까지 오르며 원나라의 군권을 휘어잡는다. 승냥이에 대한 충성심은 절대적이다. 특히 연철을 몰아내고 백안이 권력을 잡았을 때, 무력충돌도 불사하며 승냥이를 위해 백안과 맞선다. 원나라 대신들도 함부로 맞서지 못할 정도로 기질과 배짱이 대단한 호걸타입이다.

- 정윤 : 국수 역 - 타환 호위무사.
- 이응경 : 노상궁 역
- 서이숙 : 서상궁 역
- 윤아정 : 연화 역 - 무수리. 고려 출신. 승냥이처럼 공녀로 끌려와 무수리가 된다. 신분상승의 야망이 있다. 타나실리의 측근이 되어 승냥이를 음해한다. 후궁이 된 뒤에도 승냥이를 끝까지 괴롭힌다.
- 이지현 : 홍단 역 - 고려출신 무수리. 깍쟁이 같은 외모와 다르게 의리가 강한 성격으로 무수리 천하를 누리는 연화 때문에 홍단 역시 숨죽인채 그녀의 눈치를 보면서 비위를 맞추고 지내야만 했지만 오직 승냥 하나만 믿고 따른 덕분에 무수리에서 상궁으로 신분상승을 한다.

#### 매박 상단
- 조재윤 : 골타 역 - 타환에게 구박을 받지만 타환을 걱정하는 환관. 매박 수령

- 오광록 : 흑수 역

- 김무영 : 나무 역

#### 그 외 신하
- 김명국 : 장순용 역 - 타환의 황실사부. 어릴 때부터 타환을 교육시키고 그림자처럼 보필하며 돌보던 충복이다. 황태후와 함께 타환을 연철 세력으로부터 보호하는데 앞장선다.
- 윤복성 : 병부시랑 역
- 염정구 : 병부 소속 관리 역
- 윤영목 : 겁설대장 역

### 고려

#### 고려 왕실
- 주진모 : 왕유[1] 역 (아역 안도규) - 고려 말의 국왕. 세자시절 악소배와 어울려 노는 방탕한 탕아로 왕실의 골칫거리였다. 하지만 사실은 자신을 견제하는 왕고를 속이기 위한 눈속임일 뿐이다. 힘을 키우도 때를 기다리기 위해 몸은 바짝 낮추고 기다리던중에 승냥을 만나게 된다. 타환을 죽이려는 음모에 휩싸이며 폐위를 당하고 원나라에 유배를 가게 된다. 그 과정에서 승냥이 여자임을 알게 되고... 그녀를 보호하겠다는 일념에서 시작된 감정은 점점 사랑으로 발전하기 시작한다. 승냥이 황실에서 쫓겨나 모진 고초를 겪을 때 보이지 않게 그녀를 도우며 후궁으로 다시 황궁으로 돌아오는데 일조한다. 훗날, 고려의 왕으로 복위하여 악소배들을 앞세워 전국의 무역권과 상권을 휘어잡는다. 승냥을 사이에 두고 타환과 연적으로 맞서게 된다.
- 권태원 : 부왕 역 - 왕유의 아버지
- 류현경 : 공주 역 - 왕유의 어머니
- 이재용 : 왕고 역 - 왕족출신의 권신, 친원파의 거두. 요동, 심양 일대에 흩어져 사는 고려 유민들을 다스렸던 전력으로 심양왕이라고 불리기도 한다. 왕이란 호칭이 자연스러울 정도로 권세가 대단하다. 도탄에 빠진 백성들을 구하기 위해서라면 고려가 원나라에 편입이 되어야 한다는 입성론을 강력히 신봉하고 있다. 개혁을 시도하는 고려왕과 사사건건 부닥치며 대권에 대한 욕심을 끝내 포기하지 않는다.
- 조우진 : 왕덕수 역 - 왕고의 아들이자 부관
- 최정원 : 강릉대군 역 - 왕유의 동생
- 김용준 : 덕흥군 역

#### 왕유의 측근
- 이문식 : 방신우 역 - 고려의 환관. 어릴 적에 환관이 되어 충선왕 때부터 충숙왕을 걸쳐 지금의 고려왕까지 삼대를 모시는 중이다. 고려왕이 폐위 당하고 원나라로 끌려가 갖은 고초를 겪는 중에도 묵묵히 고려왕 곁에 머물며 온갖 궂은일은 다한다. 무역으로 번 돈으로 군사들을 양병하고 국력을 키우며 대업을 꿈꾸는 고려왕을 보며 남몰래 기쁨의 눈물을 짓기도 한다. 고려왕을 위해서라면 자신의 목숨도 내놓는, 죽어서도 왕을 모시는 진정한 환관이었다.
- 권오중 : 최무송 역 - 고려왕의 심복. 대대로 무인집안 출신으로 할아버지가 삼별초 항쟁에 참여했다가 전사했다. 어린 시절 무예수련을 하며 원나라에 대한 증오심을 키워나간다. 게릴라 전술에 능통하다. 고려왕을 위해서는 자신의 목숨을 깃털같이 버릴 준비가 되어있다. 훗날 원나라에서 별초대를 결성할 때 핵심인물이 된다.
- 윤용현 : 점박이 역 - 고려왕의 심복. 악소배 두령 출신으로 고려왕과 처음 만났다. 원나라에 끌려와 여러 사건에 개입하며 고려왕과 승냥이를 돕는다. 힘이 장사고 이북 사투리를 쓰는 희극적인 캐릭터다.

#### 그 외 인물
- 김명수 : 기자오 역 - 순군 만호부의 수장이며 승냥의 아버지.
- 김예령 : 이씨부인 역 - 승냥의 어머니 (특별출연)
- 김진성: 마하 역 (아역 설우형) - 왕유와 승냥의 아들.
- 정웅인 : 염병수 역 - 원나라의 앞잡이. 천민 출신으로 고려의 말직 병졸에 있으면서 늘 출세를 꿈꾸었다. 오직 자신의 부귀영화에만 관심이 있다. 원나라에서 고려촌 수탈을 담당하며 유민들을 괴롭히고 갖은 악행을 저지른다. 연철의 비자금을 관리하며, 부정으로 축재한 엄청난 재산을 바탕으로 호사스런 생활을 한다. 원나라에 귀화하여 스스로 칭기즈칸의 후예라고 공언을 하면서도 고려의 음식으로 몰래 밥상을 차려먹는 웃기는 풍경을 연출하기도 한다.
- 김형범 : 조참 역 - 염병수의 최측근.
- 이정성 : 김순조 역 - 고려의 참지정사.
- 김건호 : 기삼만 역 - 고려의 부원배.
- 손선근 : 기철 역 - 고려의 부원배.
- 손경업 : 자객 막손 역

### 돌궐
- 유인영 : 연비수 역 - 돌궐의 장수 바토르의 딸.
- 서인우 : 수리 역 - 연비수 보좌관.
- 강성해 : 바토르 역 - 돌궐의 장수이며 연비수의 아버지.

### 그 외
- 심이영 : 점술가 역 (특별출연)
- 박해미 : 흑주술사 역 (특별출연)
- 심민 : 궁녀 역
- 박선우
- 서지연 : 감찰상궁 역
- 정수인 : 기생 역

## 시청률
최저 시청률과 최고 시청률은 시청률 조사회사와 지역별로 시청률에 차이가 있을 수 있습니다.
| 2013년      | 2013년      | 2013년         | 2013년       | 2013년         | 2013년       |
| 회차        | 방송일      | TNmS 시청률    | TNmS 시청률  | AGB 시청률     | AGB 시청률   |
| 회차        | 방송일      | 대한민국(전국) | 서울(수도권) | 대한민국(전국) | 서울(수도권) |
| ----------- | ----------- | -------------- | ------------ | -------------- | ------------ |
| 1           | 10월 28일   | 10.1%          | 12.3%        | 11.1%          | 13.3%        |
| 2           | 10월 29일   | 12.0%          | 14.6%        | 13.6%          | 15.8%        |
| 3           | 11월 4일    | 11.7%          | 14.9%        | 12.8%          | 14.5%        |
| 4           | 11월 5일    | 12.7%          | 15.4%        | 14.5%          | 16.6%        |
| 5           | 11월 11일   | 14.0%          | 17.3%        | 14.5%          | 16.1%        |
| 6           | 11월 12일   | 14.6%          | 18.6%        | 16.3%          | 18.7%        |
| 7           | 11월 18일   | 15.2%          | 18.4%        | 15.5%          | 17.6%        |
| 8           | 11월 19일   | 16.5%          | 20.1%        | 16.9%          | 18.6%        |
| 9           | 11월 25일   | 15.4%          | 19.1%        | 17.2%          | 19.5%        |
| 10          | 11월 26일   | 16.2%          | 19.5%        | 18.1%          | 19.6%        |
| 11          | 12월 2일    | 17.7%          | 20.8%        | 17.8％         | 20.5%        |
| 12          | 12월 3일    | 18.4%          | 21.7%        | 19.0%          | 21.0%        |
| 13          | 12월 9일    | 19.1%          | 23.6%        | 20.2%          | 23.5%        |
| 14          | 12월 10일   | 18.4%          | 23.3%        | 19.5%          | 21.9%        |
| 15          | 12월 16일   | 17.7%          | 21.7%        | 18.8%          | 21.5%        |
| 16          | 12월 17일   | 18.1%          | 21.9%        | 18.8%          | 21.4%        |
| 17          | 12월 23일   | 17.3%          | 20.5%        | 17.3%          | 20.1%        |
| 18          | 12월 24일   | 17.3%          | 20.5%        | 17.5%          | 19.9%        |
| 2014년      |             |                |              |                |              |
| 19          | 1월 6일     | 17.0%          | 21.8%        | 17.9%          | 20.4%        |
| 20          | 1월 7일     | 18.5%          | 23.8%        | 19.1%          | 21.3%        |
| 21          | 1월 13일    | 18.2%          | 23.7%        | 19.6%          | 22.9%        |
| 22          | 1월 14일    | 19.0%          | 23.9%        | 20.3%          | 22.1%        |
| 23          | 1월 20일    | 19.5%          | 23.6%        | 20.8%          | 23.6%        |
| 24          | 1월 21일    | 20.7%          | 24.7%        | 22.6%          | 26.2%        |
| 25          | 1월 27일    | 21.4%          | 27.0%        | 22.8%          | 26.8%        |
| 26          | 1월 28일    | 22.0%          | 26.3%        | 24.9%          | 28.6%        |
| 27          | 2월 3일     | 24.2%          | 29.8%        | 23.9%          | 27.7%        |
| 28          | 2월 4일     | 24.0%          | 29.3%        | 25.3%          | 29.1%        |
| 29          | 2월 10일    | 20.8%          | 25.3%        | 22.7%          | 25.3%        |
| 30          | 2월 17일    | 25.3%          | 30.9%        | 26.5%          | 29.6%        |
| 31          | 2월 18일    | 25.6%          | 30.9%        | 26.6%          | 29.4%        |
| 32          | 2월 24일    | 24.4%          | 31.0%        | 25.3%          | 28.8%        |
| 33          | 2월 25일    | 27.9%          | 33.6%        | 28.6%          | 31.3%        |
| 34          | 3월 3일     | 26.1%          | 32.4%        | 26.2%          | 29.7%        |
| 35          | 3월 4일     | 26.5%          | 32.3%        | 28.3%          | 31.4%        |
| 36          | 3월 10일    | 26.0%          | 31.4%        | 26.9%          | 30.8%        |
| 37          | 3월 11일    | 27.1%          | 32.4%        | 29.2%          | 32.4%        |
| 38          | 3월 17일    | 25.6%          | 30.7%        | 27.7%          | 31.3%        |
| 39          | 3월 18일    | 25.0%          | 29.3%        | 26.5%          | 29.7%        |
| 40          | 3월 24일    | 22.4%          | 27.5%        | 24.4%          | 27.9%        |
| 41          | 3월 25일    | 24.0%          | 29.8%        | 26.0%          | 28.8%        |
| 42          | 3월 31일    | 23.5%          | 27.2%        | 25.0%          | 28.8%        |
| 43          | 4월 1일     | 24.1%          | 27.4%        | 25.0%          | 27.9%        |
| 44          | 4월 7일     | 23.9%          | 27.8%        | 24.3%          | 27.2%        |
| 45          | 4월 8일     | 23.5%          | 28.7%        | 25.5%          | 28.7%        |
| 46          | 4월 14일    | 23.9%          | 28.0%        | 25.3%          | 28.3%        |
| 47          | 4월 15일    | 23.8%          | 28.9%        | 26.1%          | 28.8%        |
| 48          | 4월 21일    | 22.7%          | 25.6%        | 22.9%          | 24.9%        |
| 49          | 4월 22일    | 23.9%          | 27.2%        | 26.6%          | 29.4%        |
| 50          | 4월 28일    | 25.7%          | 30.6%        | 26.2%          | 28.7%        |
| 51          | 4월 29일    | 28.3%          | 33.9%        | 28.7%          | 31.7%        |
| 평균 시청률 | 평균 시청률 | 20.7%          | 25.1%        | 21.9%          | 24.7%        |

## 수상 경력
- 2013년 MBC 연기대상 대상, 방송 3사 드라마 PD가 뽑은 올해의 연기자상, 여자 인기상 하지원
- 2013년 MBC 연기대상 특별기획부문 남자 최우수연기상 주진모
- 2013년 MBC 연기대상 특별기획부문 남자 우수연기상 지창욱
- 2013년 MBC 연기대상 올해의 작가상 장영철, 정경순
- 2013년 MBC 연기대상 여자 신인상 백진희
- 2014년 제50회 백상예술대상 TV부문 여자 신인연기상 백진희

## 시상식 후보
- 2014년 제9회 서울 드라마 어워즈 장편드라마 부문 작품상, 여자 연기자상 후보[4]

## 결방 사유 및 연장
- 2013년 12월 30일과 2013년 12월 31일에 방영 될 예정이었던 제19회, 제20회 방송분은 2013 MBC 연기대상, 2013 MBC 가요대제전으로 결방되었다.[5][6]
- 2014년 2월 11일에는 2014년 동계 올림픽 중계 방송으로 결방되었다.
- 2014년 3월 24일 : 기황후 방영 분량이 50부작에서 1회 연장되어 51부작으로 변경.확정되었다.

## 역사 왜곡 논란
기황후 제작진은 공식 홈페이지의 기획의도에서 이제 700년이 지난 오늘날, 사랑과 권력을 향한 그녀의 파란만장한 삶을 드라마를 통해 새롭게 복원하려 한다고 밝혔다.
그러나 드라마 제작 이전부터 역사 왜곡 논란이 일었다. MBC 관계자는 2013년 8월 28일 "그것을 다르게 보는 관점도 있다. 두 일간지 인터넷 판에 실린 '서울대 이강한 교수'의 주장을 읽어보라"고 말했다. 반면 스포츠경향과의 인터뷰에 응한 이강한 교수는 "기황후는 긍정적으로 평가할 수 없다. 처음 듣는 이야기", "충혜왕도 긍정적으로 평가할 수 없다. 궁궐 내 방직 공장을 차려서 여종을 끌고 와서 말 안들으면 때려 죽였다", 기황후와 충혜왕을 긍정적으로 봤다는 자신의 논문 관련 보도에 "내 논문에 그런 평가 없다. 그 사람들 내 논문을 읽어보기는 했다는 거냐"고 되물었다.
한편 장영철 작가는 제작발표회에서 "특히 자료가 적어서 많은 부분을 창작할 수밖에 없었고 70%이상은 허구의 인물들로 만들 수밖에 없었다."라고 밝혔다. 그럼에도 불구하고, 방영 기간 동안 일부 시청자들은 "아무리 드라마라고 해도 역사적 사실과 동떨어진 설정은 보는 이들로 하여금 잘못된 역사 인식을 심어줄 수 있다"고 성토하였다.

## 동시간대 드라마
- KBS 월화드라마

《미래의 선택》 (2013년 10월 14일 ~ 2013년 12월 3일)
《총리와 나》 (2013년 12월 9일 ~ 2014년 2월 4일)
《태양은 가득히》 (2014년 2월 17일 ~ 2014년 4월 8일)
《빅맨》 (2014년 4월 28일 ~ 2014년 6월 17일)
- SBS 월화드라마

《수상한 가정부》 (2013년 9월 23일 ~ 2013년 11월 26일)
《따뜻한 말 한마디》 (2013년 12월 2일 ~ 2014년 2월 24일)
《신의 선물 - 14일》 (2014년 3월 3일 ~ 2014년 4월 22일)